# Happy Here and Now
Pour plus de détails, voir Fiche technique et Distribution.
Happy Here and Now est un film américain réalisé par Michael Almereyda, sorti en 2002.

## Synopsis
Une femme cherche sa sœur disparue.

## Fiche technique
- Titre : Happy Here and Now
- Réalisation : Michael Almereyda
- Scénario : Michael Almereyda
- Musique : David Julyan
- Photographie : Jonathan Herron
- Montage : Kristina Boden
- Production : Callum Greene et Anthony Katagas
- Société de production : IFC Productions et Keep Your Head
- Société de distribution : IFC Films (États-Unis)
- Pays :  États-Unis
- Genre : Drame
- Durée : 89 minutes
- Dates de sortie : 
  -  États-Unis : 8 juin 2002 (CineVegas International Film Festival)

## Distribution
- Karl Geary : Eddie Mars / Tom
- Shalom Harlow : Muriel
- Clarence Williams III : Bill
- Ally Sheedy : Lois
- Josephine Martin : Josephine
- Gloria Reuben : Hannah
- Liane Balaban : Amelia
- David Arquette : Eddie
- Isabel Gillies : Isabel
- Quintron : Quintron
- Nic Ratner : Peter
- John Sinclair : lui-même
- Ernie K-Doe : lui-même
- Antoinette K-Doe : elle-même
- Larry Fessenden : Clifton
- Shelley Poncy : Carla
- Billy Slaughter (en) : Napoleon Bonaparte

## Accueil
Le film a reçu un accueil mitigé de la critique. Il obtient un score moyen de 60 % sur Metacritic.